# Robert van den Hoecke
Robert van den Hoecke spesso citato come Robert van der Hoecke, Robertus van den Hoecke, Robertus van der Hoecke, Robert van den Hoeke, Robert van der Hoeke, Robertus van den Hoeke e Robertus van der Hoeke (Anversa, 30 novembre 1622 – Bergues, 1668) è stato un pittore, incisore e architetto fiammingo.

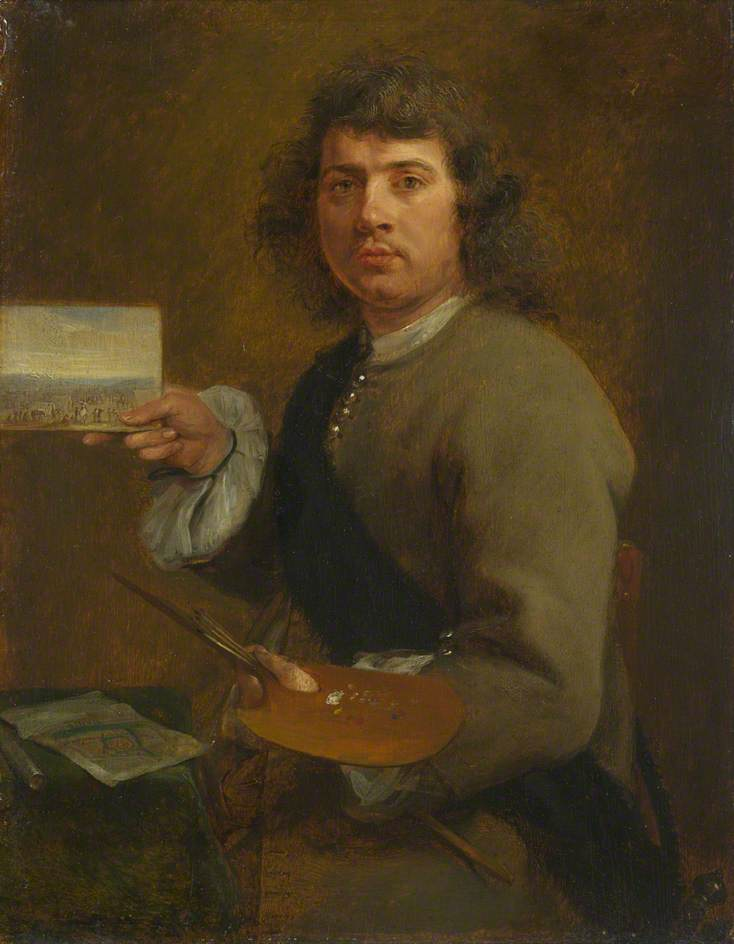
Ritratto di Robert van den Hoecke di Gonzales Coques

È principalmente noto per le sue panoramiche scene di battaglia e per i suoi dipinti di paesaggio. Della sua opera si conosce una sola natura morta.

## Biografia

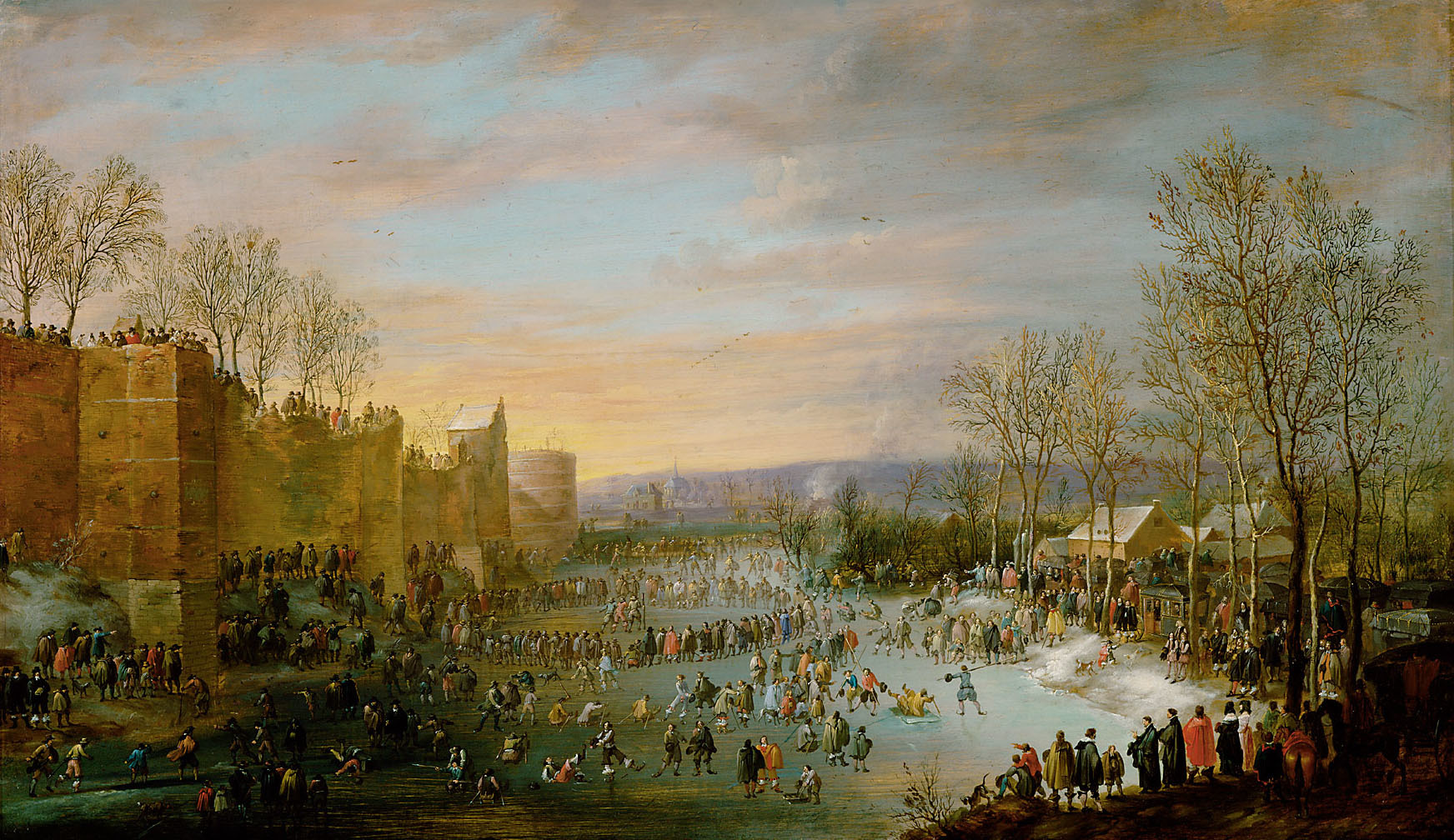
Pattinando sul fossato a Bruxelles con l'arciduca Leopoldo Guglielmo che guarda

Era figlio del pittore Caspar van den Hoecke e di Margaretha Misson (nota anche come Margriet Musson). Era il fratellastro di Jan van den Hoecke che divenne un importante pittore con una carriera internazionale. Fu un allievo di suo padre. Venne ammesso, nel 1644-1645 alla Corporazione di San Luca sia per le sue capacità che come figlio di un maestro.  Il 23 febbraio 1647 sposò Isabella Rosiers.
Dopo l'apprendistato e un inizio di carriera ad Anversa, si trasferì a Bruxelles dove entrò al servizio dell'arciduca Leopoldo Guglielmo d'Austria, governatore dei Paesi Bassi austriaci. A seguito della nomina dell'arciduca alla carica di Côntroleur des fortifications pour le service de sa Maj. en Flandre (controllers delle fortificazioni al servizio di sua Maestà nelle Fiandre) visse a Bergues dal 1661 fino alla sua morte nel 1668.
Il suo compagno pittore di Anversa Gonzales Coques dipinse un suo ritratto sotto forma di allegoria della vista, in una serie di opere sui cinque sensi. Il ritratto mostra van den Hoecke nel suo incarico ufficiale di "Côntroleur des fortifications" mentre indossa una cintura e una spada. L'artista ha in mano una tavolozza da pittore e nell'altra un'immagine appena finita di un campo militare, che corrisponde al piano di Ostenda poggiato sul tavolo di fronte a lui. La scelta del pittore-incisore Robert van den Hoecke come impersonificazione del senso della vista era particolarmente adatta, poiché la sua delicatezza nella manipolazione era particolarmente ammirata dai suoi contemporanei.